# Народно вијеће Босне и Херцеговине
Народно вијеће Босне и Херцеговине је представљало политичко представништво Срба, Хрвата и Муслимана из Босне и Херцеговине, након формирања Државе Словенаца, Хрвата и Срба. Након оснивања Народног вијећа Словенаца, Хрвата и Срба, у који су ушли у представници три народа из Босне и Херцеговине, основано је и Народно вијеће за регију Босне и Херцеговине.

## Историјска подлога
Како се у току 1918. стање на фронтовима све више компликовало по Аустроугарску, а немири и побуне почели да захватају и војску, па чак и у Босни и Херцеговини, тако се запажала све живља активност пројугословенски оријентисаних политичара. У Загребу је 2. и 3. марта 1918. године дошло до састанка представника разних странака из југословенских области Монархије, на коме је наглашена идеја народног јединства заснована на самоопредјељењу народа, а која ће бити основ за стварање, на демократским начелима засноване, будуће државе Срба, Хрвата и Словенаца. Тада је и покренута иницијатива за стварање Народног вијећа СХС у Загребу. Босну и Херцеговину на том састанку представљали су: Војислав Шола, Данило Димовић, Ђуро Џамоња, Коста Мајкић и Јозо Сунарић. 

## Оснивање
Народно вијеће СХС за Босну и Херцеговону с Главним одбором од 25 чланова и Предсједништвом од пет чланова формирано је 20. октобра 1918. године, с посланицима из сва три народа. Главни одбор на чијем је челу као предсједник био Глигорије Јефтановић, а као потпредсједници др Јозо Сунарић и др Халидбег Храсница. Народно вијеће СХС, а на приједлог Главног одбора Народног вијећа БиХ, именовало је и прву Народну владу за Босну и Херцеговину на чије је чело, дошао Атанасије Шола. На сједници Главног одбора Народног вијећа БиХ која је одржана 28. октобра ријешено је да се у цијелој Босни и Херцеговини проведе организација окружних, котарских и сеоских одбора Народног вијећа. Наредних дана услиједило је и оснивање котарских одбора народног вијећа по свим мјестима у Босни и Херцеговини, у које су, углавном акламацијом, бирани угледнији људи из народа и то свих вјероисповијести.
Народно веће кад се контитуисало 31. октобра је имало за секретаре: др Саво Љубибратић и Хамид Сврзо.

## Народна влада Босне и Херцеговине
1. новембра 1918. године именована је прва народна влада за Босну и Херцеговину, са 10 чланова, у којој су предсједник и пет министара (или повјереника) били Срби, три Хрвата и један Муслиман. Предсједник Владе био је Атанасије Шола. То је била прва народна влада у историји Босне и Херцеговине. Влада је именована саопштењем Главног одбора Народног вијећа БиХ које почиње овим ријечима:
Данас у подне положио је генерал Саркотић владу у руке народног вијећа, на челу Генералитета и чланова Земаљске владе. Народно вијеће именовало је Народну владу...— Главни одбор Народне владе БиХ
Народна влада је одмах на слободу пустила све политичке затворенике. Шола је као предсједник допринео стабилизацији политичке ситуације. Утицао је на Светозара Прибићевића као главног у загребачком Народном вијећу да се што раније изведе уједињење. Влада Народног вијећа СХС за Босну и Херцеговину радила је од 1. новембра 1918. до 31. јануара 1919. године, када је замјењује Земаљска влада за Босну и Херцеговину од 1. фебруара 1919. године, као врховни управни орган за све административно-територијалне органе у Босни и Херцеговини.
И након формирања Краљевства Срба, Хрвата и Словенаца остао је на положају предсједника Народног вијећа у Сарајеву. Народно вијеће је прерасло у Земаљску владу Босне и Херцеговине, па је Шола 1. фебруара 1919. постао председник Земаљске владе. Земаљску владу замијенила је 11. јула 1921. године Покрајинска управа за Босну и Херцеговину. На захтијев Светозара Прибићевића руководио је збором, на коме је у Сарајеву 15. и 16. фебруара 1919. основана Демократска странка.

### Чланови владе
| Функција                                       | Слика | Име и презиме         | Детаљи                                     |
| ---------------------------------------------- | ----- | --------------------- | ------------------------------------------ |
| Предсједник владе                              |       | Атанасије Шола        |                                            |
| Повјереник за унутрашње послове                |       | Др. Јосо Сунарић      |                                            |
| Повјереник за правосуђе                        |       | Др. Данило Димовић    |                                            |
| Повјереник за обрт и трговину, пошту и брзојав |       | Др. Мехмед Спахо      |                                            |
| Повјереник за пољопривреду и рударство         |       | Вјекослав Јелавић     |                                            |
| Повјереник за јавне радове и жељезнице         |       | Саво Јелић            |                                            |
| Повјереник за здравство                        |       | Др. Урош Круљ         |                                            |
| Повјереник за просвјету и богоштовље           |       | Др. Тугомир Алауповић |                                            |
| Повјереник за прехрану                         |       | Стево Жакула          |                                            |
| Повјереник за социјану скрб                    |       |                       | резервисано за солијал-демократску странку |